# 五指山煙管蝸牛
五指山煙管蝸牛（学名：Hemiphaedusa gochishanensis）为煙管蝸牛科臺灣紡錘煙管蝸牛屬下的一个种。